# Kanon (musik)

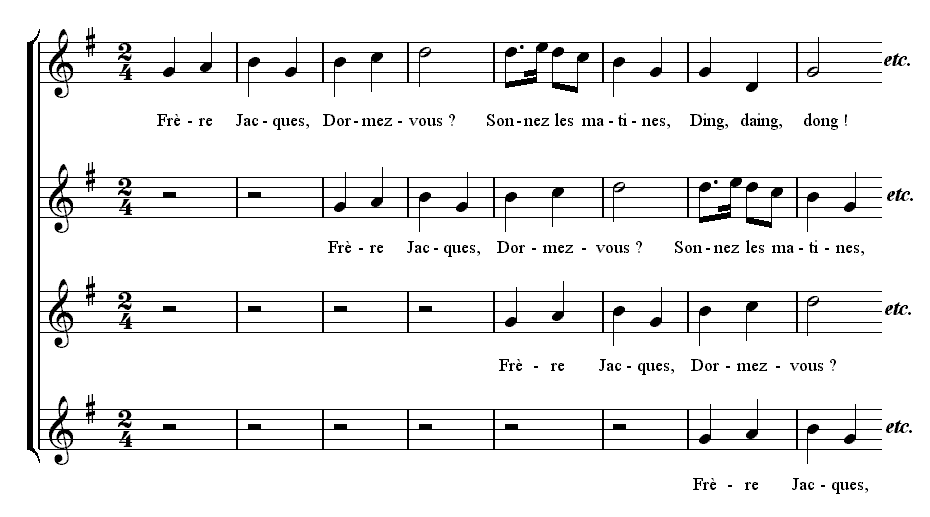
Sången Broder Jakob är komponerad för fyra stämmors kanon.

Kanon är en musikterm som betyder regel, vilket syftar på att en melodi används som motstämma till sig själv enligt vissa regler, de kontrapunktiska. Det är en polyfon satsteknik och grunden för fugaformen.
Termen är grekisk och härstammar från de antika grekernas proportionslära, som skapades av Pythagoras och Polykleitos på 400-talet före Kristus.
Under renässansen i Europa fick den antika proportionsläran ett stort inflytande på konst och vetenskap. I musiken, särskilt konstmusiken, kom stycken med uppbyggnad lämplig för olika sorters regeltillämpningar att dominera. Andra stämman kunde bestå av melodin taktförskjuten (till exempel visan Broder Jakob), spelad bakifrån (kräftkanon) eller vänd upp och ner (spegelkanon). I en typ av taktförskjuten kanon, som man träffar på i vissa folklåtar, utgör andra reprisen andrastämma till första reprisen (till exempel renässansmelodin Berga Masca/Skära havre).

## Kända kanonstycken
- Kanon i D av Johann Pachelbel
- Broder Jakob